# La Boca de Juan Capitán
La Boca de Juan Capitán är en ort i Mexiko.   Den ligger i kommunen Victoria och delstaten Tamaulipas, i den centrala delen av landet, 500 km norr om huvudstaden Mexico City. La Boca de Juan Capitán ligger 354 meter över havet och antalet invånare är 263.
Terrängen runt La Boca de Juan Capitán är kuperad åt sydväst, men åt nordost är den platt. Runt La Boca de Juan Capitán är det ganska glesbefolkat, med 22 invånare per kvadratkilometer. Närmaste större samhälle är Ciudad Victoria, 11,1 km norr om La Boca de Juan Capitán. I omgivningarna runt La Boca de Juan Capitán växer i huvudsak blandskog.